# Сурвајвор Србија VIP: Филипини
Сурвајвор Србија ВИП: Филипини је трећа сезона српске верзије познатог ријалити ТВ шоуа Сурвајвор, смишљена и емитована на Првој српској телевизији (ново име Фокс телевизије на којој је до сада приказиван Сурвајвор).
Ово је такође и прва сезона у ВИП формату.
ВИП сезона Сурвајвор Србија је интернационалне природе, снимана на Полуострву Карамоан на Филипинима у току лета 2010. године. Учествовало је 16 ВИП личности (8 мушкараца и 8 жена) који су се борили за титулу „јединог преживелог“ 32 дана.
Осим у Србији, емисија се емитовала и у Босни и Херцеговини (Телевизија ОБН), Македонији (Сител телевизија) и Црној Гори (ТВ Ин).
Прва емисија емитована је 22. октобра 2010. у Србији и Босни и Херцеговини, 24. октобра 2010. у Македонији, а 25. октобра 2010. у Црној Гори.
Босанска, Македонска и Црногорска телевизија избацили су реч Србија из назива, тако да се емисија зове само ВИП Сурвајвор.
Водитељ је Андрија Милошевић, као и у прве две сезоне.
Победник је Андреј Маричић, који је победио преостало двоје финалиста (Тонија „Зена“ Петковског и Катарину Вучетић) гласовима 8-4-2, од чега је дванаест гласова од великог већа, а два од публике која је имала прилику да гласа и тиме учествује у избору јединог преживелог такмичара. Један глас публике био је збир гласова само из Србије, а други глас је био глас региона (Црна Гора и Македонија).
Победник је освојио новчану награду од 50.000 евра.

## Такмичари
| Такмичар                                                     | Оригинално племе | Промешано племе | Уједињено племе | Пласман                                           | Укупно гласова |
| ------------------------------------------------------------ | ---------------- | --------------- | --------------- | ------------------------------------------------- | -------------- |
| Николија Јовановић 21, Атина, Грчка Студенткиња и фото-модел | Баханди          |                 |                 | 1. изгласана 4. дан                               | 7              |
| Весна Змијанац 53, Букуља Фолк певачица                      | Касуко           |                 |                 | 2. изгласана 1. члан великог већа 4. дан          | 7              |
| Биљана Цинцаревић 35, Београд Сликарка                       | Касуко           |                 |                 | 3. изгласана 2. члан великог већа 7. дан          | 7              |
| Милан Рус 33, Београд Балетски играч                         | Касуко           |                 |                 | 4. изгласан 3. члан великог већа 10. дан          | 6              |
| Марко Булат Враћен у игру са Новог Краљевства                | Баханди          | Касуко          |                 | 5. изгласан 13. дан                               | 3              |
| Ненад „Кнез“ Кнежевић 43, Београд Поп певач                  | Баханди          | Баханди         |                 | 6. изгласан 4. члан великог већа 16. дан          | 5              |
| Тони „Зен“ Петковски Враћен у игру са Новог Краљевства       | Баханди          | Баханди         |                 | Елиминисан у борби 17. дан                        | 0              |
| Милош Влалукин 30, Београд Глумац                            | Баханди          | Баханди         |                 | 7. изгласан 5. члан великог већа 19. дан          | 4              |
| Един Шкорић 35, Београд Одбојкаш                             | Касуко           | Касуко          | Путонг          | 8. изгласан 6. члан великог већа 23. дан          | 6              |
| Никола Роквић 25, Београд Фолк певач                         | Касуко           | Баханди         | Путонг          | 9. изгласан 7. члан великог већа 26. дан          | 6              |
| Никола Роквић 25, Београд Фолк певач                         | Касуко           | Касуко          | Путонг          | 9. изгласан 7. члан великог већа 26. дан          | 6              |
| Александра Перовић 32, Београд Певачица                      | Касуко           | Касуко          | Путонг          | 10. изгласана 8. члан великог већа 29. дан        | 4              |
| Бојана Баровић 27, Лос Анђелес, САД Манекенка                | Касуко           | Баханди         | Путонг          | 11. изгласана 9. члан великог већа 29. дан        | 3              |
| Бојана Баровић 27, Лос Анђелес, САД Манекенка                | Касуко           | Касуко          | Путонг          | 11. изгласана 9. члан великог већа 29. дан        | 3              |
| Јелена Мркић 27, Нови Сад Певачица                           | Баханди          | Баханди         | Путонг          | Елиминисана у борби 10. члан великог већа 32. дан | 7              |
| Марко Булат 37, Београд Фолк певач                           | Баханди          | Касуко          | Путонг          | Елиминисан у борби 11. члан великог већа 32. дан  | 3              |
| Гордана „Гоца“ Тржан 36, Београд Певачица                    | Баханди          | Касуко          | Путонг          | Елиминисана у обрту 12. члан великог већа         | 0              |
| Гордана „Гоца“ Тржан 36, Београд Певачица                    | Баханди          | Баханди         | Путонг          | Елиминисана у обрту 12. члан великог већа         | 0              |
| Катарина Вучетић 27, Београд Манекенка                       | Баханди          | Баханди         | Путонг          | Треће место                                       | 2              |
| Тони „Зен“ Петковски 27, Скопље, Македонија Репер            | Баханди          | Баханди         | Путонг          | Друго место                                       | 2              |
| Андреј Маричић 30, Београд ТВ водитељ                        | Касуко           | Касуко          | Путонг          | Једини преживели                                  | 1              |

Укупно гласова - број гласова које су такмичари зарадили током племенских савета, чиме су изгласани из такмичења. Ово не укључује гласове са последњег племенског савета, на коме су гласови за победника.

## Игра
Кругови у овом делу представљају период од три дана (осим уколико није другачије назначено) сачињен од борби за награде, имунитет и специјалних борби, а завршава се племенским саветом.
| Круг бр. | Датум емитовања                          | Борбе                | Борбе                                      | Борбе                | Изгнаник             | Вођа Племена         | Елиминисан(а)  | Гласови        | Пласман                                           | Ново Краљевство (Баг'о Ка'хариан) | Ново Краљевство (Баг'о Ка'хариан) |
| Круг бр. | Датум емитовања                          | Награда              | Имунитет                                   | Специјалне борбе     | Изгнаник             | Вођа Племена         | Елиминисан(а)  | Гласови        | Пласман                                           | Становници                        | Борба                             |
| -------- | ---------------------------------------- | -------------------- | ------------------------------------------ | -------------------- | -------------------- | -------------------- | -------------- | -------------- | ------------------------------------------------- | --------------------------------- | --------------------------------- |
| 01       | 22. октобар, од 26. до 29. октобра 2010. | Баханди              | -                                          | Бојана               | -                    | Бојана               | Николија       | 7-1            | 1. изгласана 4. дан                               | -                                 | -                                 |
| 01       | 22. октобар, од 26. до 29. октобра 2010. | Баханди              | -                                          | Марко                | -                    | Марко                | Весна          | 7-1            | 2. изгласана 1. члан великог већа 4. дан          | -                                 | -                                 |
| 02       | Од 2. до 5. новембра 2010.               | Касуко               | Баханди                                    | Александра           | Бојана               | Бојана               | Биљана         | 7-1            | 3. изгласана 2. члан великог већа 7. дан          | Николија                          | Весна (0/5 награда)               |
| 02       | Од 2. до 5. новембра 2010.               | Касуко               | Баханди                                    | Александра           | Бојана               | Марко                | Биљана         | 7-1            | 3. изгласана 2. члан великог већа 7. дан          | Весна                             | Весна (0/5 награда)               |
| 03       | Од 9. до 12. новембра 2010.              | Касуко               | Баханди                                    | Един                 | Александра           | Бојана               | Милан          | 5-0            | 4. изгласан 3. члан великог већа 10. дан          | Биљана                            | Биљана (4/5 награда)              |
| 03       | Од 9. до 12. новембра 2010.              | Касуко               | Баханди                                    | Един                 | Александра           | Марко                | Милан          | 5-0            | 4. изгласан 3. члан великог већа 10. дан          | Биљана                            | Биљана (4/5 награда)              |
| 04       | Од 16. до 19. новембра 2010.             | Касуко               | Баханди                                    | Андреј               | Един                 | Марко                | Марко          | 3-1            | 5. изгласан 13. дан                               | Милан                             | Милан (5/5 награда)               |
| 04       | Од 16. до 19. новембра 2010.             | Касуко               | Баханди                                    | Андреј               | Един                 | Бојана               | Марко          | 3-1            | 5. изгласан 13. дан                               | Милан                             | Милан (5/5 награда)               |
| 05       | Од 23. до 26. новембра 2010.             | Баханди              | Касуко                                     | Тони                 | Кнез                 | Бојана               | Кнез           | 5-0            | 6. изгласан 4. члан великог већа 16. дан          | Марко                             | Марко (3/4 награда)               |
| 05       | Од 23. до 26. новембра 2010.             | Баханди              | Касуко                                     | Тони                 | Кнез                 | Тони                 | Кнез           | 5-0            | 6. изгласан 4. члан великог већа 16. дан          | Марко                             | Марко (3/4 награда)               |
| 06       | Од 30. новембра до 3. децембра 2010.     | -                    | Касуко                                     | Милош                | Милош                | Бојана               | Тони           | Без гласања    | Елиминисан у борби 17. дан                        | Кнез                              | Тони (4/4 награда)                |
| 06       | Од 30. новембра до 3. децембра 2010.     | -                    | Касуко                                     | Милош                | Милош                | Милош                | Милош          | 3-2            | 7. изгласан 5. члан великог већа 19. дан          | Тони                              | Тони (4/4 награда)                |
| 07       | Од 7. до 10. децембра 2010.              | -                    | Александра, Андреј, Катарина, Никола, Тони | Марко                | Бојана               | -                    | Един           | 5-4            | 8. изгласан 6. члан великог већа 23. дан          | Милош                             | Тони [Марко]                      |
| 08       | Од 14. до 17. децембра 2010.             | Сурвајвор аукција    | Бојана                                     | Катарина             | Катарина             | -                    | Никола         | 6-2-2          | 9. изгласан 7. члан великог већа 26. дан          | -                                 | -                                 |
| 09       | Од 21. до 24. децембра 2010.             | Андреј [Александра]  | Тони                                       | -                    | Бојана               | -                    | Александра     | 4-3-1          | 10. изгласана 8. члан великог већа 29. дан        | -                                 | -                                 |
| 09       | Од 21. до 24. децембра 2010.             | Андреј [Александра]  | Тони                                       | -                    | Бојана               | -                    | Бојана         | 4-3-1          | 11. изгласана 9. члан великог већа 29. дан        | -                                 | -                                 |
| 10       | Од 28. до 30. децембра 2010.             | -                    | -                                          | Тони                 | -                    | -                    | Јелена         | Без гласања    | Елиминисана у борби 10. члан великог већа 32. дан | -                                 | -                                 |
| 10       | Од 28. до 30. децембра 2010.             | -                    | -                                          | Андреј               | -                    | -                    | Јелена         | Без гласања    | Елиминисана у борби 10. члан великог већа 32. дан | -                                 | -                                 |
| 10       | Од 28. до 30. децембра 2010.             | -                    | -                                          | Гоца                 | -                    | -                    | Марко          | Без гласања    | Елиминисан у борби 11. члан великог већа 32. дан  | -                                 | -                                 |
| 10       | Од 28. до 30. децембра 2010.             | -                    | -                                          | Катарина             | -                    | -                    | Марко          | Без гласања    | Елиминисан у борби 11. члан великог већа 32. дан  | -                                 | -                                 |
| -        | 4. јануар 2011.                          | Рекапитулација       | Рекапитулација                             | Рекапитулација       | Рекапитулација       | Рекапитулација       | Рекапитулација | Рекапитулација | Рекапитулација                                    | -                                 | -                                 |
| Финале   | 5. јануар 2011.                          | Гласови великог већа | Гласови великог већа                       | Гласови великог већа | Гласови великог већа | Гласови великог већа | Гоца           | 8-4-2          | 12. члан великог већа                             | -                                 | -                                 |
| Финале   | 5. јануар 2011.                          | Гласови великог већа | Гласови великог већа                       | Гласови великог већа | Гласови великог већа | Гласови великог већа | Катарина       | 8-4-2          | Треће место                                       | -                                 | -                                 |
| Финале   | 5. јануар 2011.                          | Гласови великог већа | Гласови великог већа                       | Гласови великог већа | Гласови великог већа | Гласови великог већа | Тони           | 8-4-2          | Друго место                                       | -                                 | -                                 |
| Финале   | 5. јануар 2011.                          | Гласови великог већа | Гласови великог већа                       | Гласови великог већа | Гласови великог већа | Гласови великог већа | Андреј         | 8-4-2          | Једини преживели                                  | -                                 | -                                 |

У случају када су племена уједињена, такмичар који освоји награду или имунитет, приказан је као први у колони, или по абецеди када је у питању тимска борба; када један такмичар победи и позове остале да му се придруже у награди, ти такмичари су приказани у загради.

## Гласови
Редни број племенског савета (ПС) је скоро исти број као и круг од три дана где се на крају одржава племенски савет; елиминације које се дешавају ван племенског савета нису урачунате као број племенског савета, али се рачунају као круг од три дана. Број епизоде означен је на дан када се одржава племенски савет. Број епизоде такође приказује и дан када су такмичари одустали од такмичења из било ког разлога.
|                | Оригинална племена   | Оригинална племена | Оригинална племена | Оригинална племена | Промешана племена | Промешана племена | Промешана племена | Промешана племена |
| -------------- | -------------------- | ------------------ | ------------------ | ------------------ | ----------------- | ----------------- | ----------------- | ----------------- |
| Бр. ПС:        | 1                    | 1                  | 2                  | 3                  | 4                 | 5                 | Борба             | 6                 |
| Бр. епизоде:   | 5                    | 5                  | 9                  | 13                 | 17                | 21                | 23                | 25                |
| Елиминисан(а): | Николија 7/8 гласова | Весна 7/8 гласова  | Биљана 7/8 гласова | Милан 5/5 гласова  | Марко 3/4 гласова | Кнез 5/5 гласова  | Тони Без гласања  | Милош 3/5 гласова |
| Гласач         | Гласови              | Гласови            | Гласови            | Гласови            | Гласови           | Гласови           | Гласови           | Гласови           |
| Александра     |                      | Весна              | Биљана             | Милан              | Марко             |                   |                   |                   |
| Андреј         |                      | Весна              | Биљана             | Милан              | Марко             |                   |                   |                   |
| Бојана         |                      | Весна              | Биљана             | Милан              |                   |                   |                   |                   |
| Един           |                      | Весна              | Биљана             | Милан              | Марко             |                   |                   |                   |
| Гоца           | Николија             |                    |                    |                    | Един              | Кнез              |                   | Милош             |
| Јелена         | Николија             |                    |                    |                    |                   | Кнез              |                   | Милош             |
| Катарина       | Николија             |                    |                    |                    |                   | Кнез              |                   | Милош             |
| Никола         |                      | Весна              | Биљана             | Милан              |                   |                   |                   |                   |
| Милош          | Николија             |                    |                    |                    |                   | Кнез              |                   | Катарина          |
| Тони           | Николија             |                    |                    |                    |                   | Кнез              |                   |                   |
| Кнез           | Николија             |                    |                    |                    |                   |                   |                   |                   |
| Марко          | Николија             |                    |                    |                    |                   |                   |                   |                   |
| Милан          |                      | Весна              | Биљана             |                    |                   |                   |                   |                   |
| Биљана         |                      | Весна              | Милан              |                    |                   |                   |                   |                   |
| Весна          |                      | Андреј             |                    |                    |                   |                   |                   |                   |
| Николија       | Милош                |                    |                    |                    |                   |                   |                   |                   |

|                | Уједињено племе  | Уједињено племе     | Уједињено племе        | Уједињено племе    | Уједињено племе    | Уједињено племе   |
| -------------- | ---------------- | ------------------- | ---------------------- | ------------------ | ------------------ | ----------------- |
| Бр. ПС:        | 7                | 8                   | 9                      | 9                  | Борбе              | Борбе             |
| Бр. епизоде:   | 29               | 33                  | 37                     | 37                 | 40                 | 40                |
| Елиминисан(а): | Един 5/9 гласова | Никола 6/10 гласова | Александра 4/8 гласова | Бојана 3/8 гласова | Јелена Без гласања | Марко Без гласања |
| Гласач         | Гласови          | Гласови             | Гласови                | Гласови            | Гласови            | Гласови           |
| Андреј         | Јелена           | Јелена              | Бојана                 | Бојана             |                    |                   |
| Гоца           | Един             | Никола              | Бојана                 | Бојана             |                    |                   |
| Катарина       | Един             | Никола              | Александра             | Александра         |                    |                   |
| Тони           | Един             | Никола              | Бојана                 | Бојана             |                    |                   |
| Марко          | Един             | Никола              | Александра             | Александра         |                    |                   |
| Јелена         | Един             | Никола              | Александра             | Александра         |                    |                   |
| Бојана         | Јелена           | Тони                | Александра             | Александра         |                    |                   |
| Александра     | Јелена           | Јелена              | Јелена                 | Јелена             |                    |                   |
| Никола         | Јелена           | Тони                |                        |                    |                    |                   |
| Един           |                  |                     |                        |                    |                    |                   |

  Овом такмичару је онемогућено да гласа на племенском савету, због „црног гласа“ који му удељује такмичар који је победио у борби за огрлицу црног гласа.
| Гласови великог већа | Гласови великог већа | Гласови великог већа  | Гласови великог већа | Гласови великог већа |
| -------------------- | -------------------- | --------------------- | -------------------- | -------------------- |
| Финалисти:           | Гоца 0/14 гласова    | Катарина 2/14 гласова | Тони 4/14 гласова    | Андреј 8/14 гласова  |
| Велико веће          | Гласови              | Гласови               | Гласови              | Гласови              |
| Глас публике         |                      |                       | Тони                 | Андреј               |
| Гоца                 |                      | Катарина              |                      |                      |
| Марко                |                      |                       | Тони                 |                      |
| Јелена               |                      |                       | Тони                 |                      |
| Бојана               |                      |                       |                      | Андреј               |
| Александра           |                      |                       |                      | Андреј               |
| Никола               |                      |                       |                      | Андреј               |
| Един                 |                      |                       |                      | Андреј               |
| Милош                |                      |                       | Тони                 |                      |
| Кнез                 |                      |                       |                      | Андреј               |
| Милан                |                      |                       |                      | Андреј               |
| Биљана               |                      |                       |                      | Андреј               |
| Весна                |                      | Катарина              |                      |                      |